# William Lamberton
William Lamberton (... – 20 maggio 1328) è stato un vescovo cattolico scozzese, vescovo di St. Andrews dal 1298 fino alla sua morte.
Durante le Guerre di indipendenza scozzesi parteggiò per William Wallace prima e per Robert Bruce dopo, tanto che fu lui stesso ad incoronarlo contravvenendo alle disposizioni di Edoardo I d'Inghilterra. Le sue azioni politiche gli costarono la scomunica, anche se, prima della morte, rientrò nelle grazie del Vaticano.

## Le notizie incerte
La data di nascita di William Lamberton è sconosciuta e sulle sue origini si possono fare solo delle ipotesi. Alcune fonti lo citano come proveniente dall'antica baronia di Kilmarus ed allora il suo cognome avrebbe dovuto essere Cunninghame dal momento che le terre di Lambroughton sono legate alle sorti di tale famiglia. Altre fonti invece lo vogliono originario di un villaggio a nome Lamberton, presso Berwick-upon-Tweed con il cognome derivante dal nome tedesco Lamberto, da cui Lambroughton e Lamberton.
Il primo dato certo sulla vita di William risale al 1293, in quegli anni risultava infatti già al termine della propria carriera universitaria e si apprestava a divenire un canonico presso Glasgow. In quello stesso periodo, fu presente alla convocazione del Parlamento voluta da Giovanni di Scozia in qualità di cancelliere per la Cattedrale di Glasgow ed in questo stesso periodo sembra che per desiderio del vescovo di Glasgow Robert Wishart abbia proseguito gli studi fino al 1295.

## Il giovane vescovo
Nel 1298 venne nominato vescovo di Saint Andrews per volere di Papa Bonifacio VIII in luogo del defunto William Fraser, la scelta del Pontefice dovette sembrare piuttosto bizzarra poiché, essendo fresco di studi universitari, William doveva essere ancora piuttosto giovane e la carica vescovile di solito veniva data a uomini più avanti negli anni. Alcuni storici vedono una certa influenza nella decisione da parte di William Wallace che allora era Guardiano di Scozia e che potrebbe avere visto in William un possibile alleato visti i suoi legami con il Vescovo Wishart che dell'Indipendenza Scozzese era un fervente sostenitore. In ogni caso il vescovado di St. Andrews era uno dei più ricchi di Scozia e William raggiunse presto i vertici della società scozzese. Gli inglesi, dopo l'elezione, accusarono Wallace di avere forzato la mano per avere William insediato a capo della diocesi, anche se sembra che in realtà il suo nome avesse raccolto anche l'appoggio dei Comyn, un'altra delle più potenti famiglie di Scozia. Il 1º giugno 1298 William era a Roma dove venne consacrato ed al ritorno si fermò in Francia per la prima delle sue missioni diplomatiche per conto del suo paese. Poco dopo il proprio insediamento William prese alle proprie dipendenze come scudiero il giovane James Douglas, che allora doveva essere sui dodici anni, figlio di William Douglas the Hardy che era morto nello stesso anno mentre era prigioniero di Edoardo I d'Inghilterra. William chiese più volte, inutilmente, che al ragazzo venissero restituite le proprietà paterne e quando fu in età adulta James combatté al fianco di Robert Bruce per l'indipendenza scozzese.
Da vescovo William riedificò la Cattedrale di St.Andrews ed il relativo castello e fortificò i palazzi di Monimail, presso Fife, di Dairsie, Torry, vicino ad Aberdeen, Kettns, presso Perth, Muckhart, Monymusk, sempre vicino ad Aberdeen, Lasswade, non lontano da Edimburgo e Stow, vicino ai confini.

## Al servizio della Causa
L'influenza di cui dispose come vescovo William la usò per osteggiare gli inglesi nella lotta per l'Indipendenza Scozzese ed infattì agì più volte come Diplomatico per il proprio paese. Una delle cose di cui si occupò fu di cercare l'appoggio dei francesi per la loro causa e il risultato delle sue missioni fu che sia Filippo IV di Francia che Papa Bonifacio VIII si mossero per chiedere ad Edoardo I di fermare i propri attacchi contro la Scozia. Questo permise agli scozzesi di disporre che il loro vecchio re, Giovanni di Scozia, che era stato scelto da Edoardo I a seguito della contesa per il trono nota come Grande causa e che aveva abdicato nel 1296, fosse posto sotto la custodia papale e non lasciato andare come libero cittadino in esilio in Francia nel 1299.
Nello stesso anno Filippo IV lodò gli sforzi di William per il proprio paese e dichiarò che avrebbe appoggiato la loro causa, egli chiese al sovrano francese di inviargli delle truppe, ma questi si rifiutò e William compì quindi due viaggi, nel 1301 e nel 1302 per cercare di avere un aiuto più concreto. Il successo delle sue missioni gli valsero la nomina a Guardiano di Scozia nel 1299 accanto a John III Comyn, Signore di Badenoch (morto il 10 febbraio 1306) e a Robert Bruce, incarico che tenne fino al 1301.
William fu anche un sostenitore di William Wallace, che lo aveva preceduto nella carica di Guardiano, e che lo aveva sponsorizzato durante il tempo della sua elezione a vescovo. William ripagò Wallace sostenendo finanziariamente le sue operazioni militari e appoggiandole pubblicamente mediante numerose denunce nei confronti delle invasioni inglesi. Dopo la sconfitta subita nella Battaglia di Falkirk Wallace si dimise dalla carica di Guardiano, ma William continuò a supportare lui e la loro causa.
Con il declino di Wallace, che venne catturato ed ucciso nel 1305, William si avvicinò a Robert Bruce vedendo in lui un alleato utile per vincere la loro battaglia.
Già attorno al 1304 iniziò a correre la voce secondo cui, se Bruce avesse fatto qualcosa per prendersi la corona, né lui né il vescovo Wishart avrebbero fatto qualcosa per fermarlo. Detto fatto, il 10 febbraio 1306 Bruce uccise il rivale John Comyn III e poche settimane dopo venne incoronato a Scone alla presenza dei due prelati, tanto che si disse che fosse stato lo stesso William a porgli la corona in capo durante la messa della Domenica delle Palme, era infatti il 25 marzo 1306. Poco dopo sia William che Wishart vennero tratti in arresto e condotti a Londra con l'accusa di tradimento. Prima che il processo potesse concludersi però Edoardo I morì e William ne approfittò per giurare fedeltà a suo figlio, Edoardo II d'Inghilterra, giurando anche di combattere i nemici del sovrano inglese. William, dietro il pagamento di un congruo riscatto, fu liberato e posto entro i confini della diocesi di Durham, in territorio inglese. William dovette vedere il proprio voto come una necessità perché questo non lo fermò dall'approfittare della vicinanza con i confini per continuare a conferire con la propria diocesi d'origine e con i suoi compatrioti, tanto che scrisse addirittura a Filippo IV pregandolo di aiutarlo a liberarsi. Se da un lato agiva in questo modo, dall'altro compariva spesso anche al fianco di Edoardo, ma quando fu libero di recarsi in Scozia andò da Bruce che lo riprese accanto senza dare l'impressione di sentirsi tradito in qualche modo. Una volta tornato in patria William non collaborò più con Edoardo, che provò più volte a farlo esautorare dal suo incarico di vescovo di St.Andrews scrivendo diverse lettere al Papa dove lo si accusava di tradimento, ma senza apparente successo.

## Scomunica e riappacificazione
Negli anni immediatamente seguenti William continuò ad appoggiare Bruce, ormai Re di Scozia, finché nel 1319 non ricevette una lettera da Papa Giovanni XXII che convocava lui ed altri tre vescovi ad Avignone. Essi non risposero alla chiamata ed il 16 giugno 1320 il pontefice li scomunicò, l'anno seguente tuttavia tale provvedimento venne ritirato. William morì il 20 maggio 1328 pochi giorni dopo il riconoscimento, da parte dell'Inghilterra, della piena indipendenza della Scozia.
Venne sepolto nella cattedrale di St. Andrews.